# San Francisco la Frontera
San Francisco la Frontera är en ort i Mexiko.   Den ligger i kommunen Huitiupán och delstaten Chiapas, i den sydöstra delen av landet, 700 km öster om huvudstaden Mexico City. San Francisco la Frontera ligger 292 meter över havet och antalet invånare är 229.
Terrängen runt San Francisco la Frontera är kuperad åt sydväst, men åt nordost är den bergig. San Francisco la Frontera ligger nere i en dal. Runt San Francisco la Frontera är det ganska tätbefolkat, med 104 invånare per kvadratkilometer. Närmaste större samhälle är Simojovel de Allende, 6,5 km söder om San Francisco la Frontera. Omgivningarna runt San Francisco la Frontera är en mosaik av jordbruksmark och naturlig växtlighet.